# Hluboké Dvory
Pour les articles homonymes, voir Dvory et Hluboké (homonymie).
Hluboké Dvory (en allemand : Hluboky) est une commune du district de Brno-Campagne, dans la région de Moravie-du-Sud, en République tchèque. Sa population s'élevait à 92 habitants en 2020.

## Géographie
Hluboké Dvory se trouve à 8 km au nord-est de Tišnov, à 22 km au nord-nord-ouest de Brno et à 169 km au sud-est de Prague.
La commune est limitée par Lubě au nord et à l'est, par Újezd u Černé Hory au sud-est, par Skalička au sud, et par Všechovice et Unín à l'ouest.

## Histoire
La première mention écrite de la localité date de 1349.